# Markiana nigripinnis
Markiana nigripinnis är en fiskart som först beskrevs av Perugia, 1891.  Markiana nigripinnis ingår i släktet Markiana och familjen Characidae. Inga underarter finns listade i Catalogue of Life.